# Verde mattina
Verde mattina è stato un programma televisivo, spin-off di Unomattina, dedicato al mondo "green", andato in onda dal 1994 al 1998 su Rai 1 da lunedì al venerdì mattina.Nella prima stagione andava di sabato. Nel corso di questa trasmissione andava in onda il TG1 in onda dal Centro di Produzione Rai di Napoli. Nato come programma estivo, esso riscontrò un successo al tal punto che la rete lo inserì nella programmazione invernale.

## Descrizione
Il programma era dedicato alla natura, all'alimentazione, al giardinaggio, agli animali e alla salute, veniva condotto da Luca Sardella e Janira Majello dagli studi Rai di Saxa Rubra a Roma nelle prime edizioni e successivamente dal CPTV Rai di Napoli.
Ogni puntata prevedeva approfondimenti tematici sui vari temi affrontati. Nella trasmissione vi erano pure dei giochi telefonici per il pubblico da casa, con montepremi in prodotti naturali o alimentari.
Nella prima edizione, nata come spin off di Unomattina, Maria Teresa Ruta, conduttrice del contenitore del mattino, presentava uno spazio dedicato alle news intitolato Tg Verde.
La sigla del programma era cantata dallo stesso Sardella.

## Edizioni
| Edizione | Periodo           | Periodo           | Conduttori    | Conduttori     |
| Edizione | Inizio            | Fine              | Conduttori    | Conduttori     |
| -------- | ----------------- | ----------------- | ------------- | -------------- |
| 1        | 11 luglio 1994    | 23 settembre 1994 | Luca Sardella | Janira Majello |
| 2        | 26 settembre 1994 | 16 giugno 1995    | Luca Sardella | Janira Majello |
| 3        | 25 settembre 1995 | 14 giugno 1996    | Luca Sardella | Janira Majello |
| 4        | 23 settembre 1996 | 6 giugno 1997     | Luca Sardella | Janira Majello |
| 5        | 22 settembre 1997 | 29 maggio 1998    | Luca Sardella | Janira Majello |

## Verde mattina Estate
Verde mattina Estate è la versione estiva di Verde mattina ed è andato in onda dal 1994 al 1996 con la conduzione di Luca Sardella e Janira Majello.
| Edizione | Periodo        | Periodo           | Conduttori    | Conduttori     |
| Edizione | Inizio         | Fine              | Conduttori    | Conduttori     |
| -------- | -------------- | ----------------- | ------------- | -------------- |
| 1        | 19 giugno 1995 | 22 settembre 1995 | Luca Sardella | Janira Majello |
| 2        | 17 giugno 1996 | 20 settembre 1996 | Luca Sardella | Janira Majello |

## La vecchia fattoria
Dal 1998 al 2001 va in onda sempre su Rai 1 lo spin-off “La vecchia fattoria” sempre con la conduzione di Luca Sardella e Janira Majello.